# Lenguas kowanas
Las lenguas kowanas son una pequeña familia lingüística de lenguas papúes habladas a en la cordillera Adelbert situada en la provincia de Madang en Papúa Nueva Guinea.
El grupo está formado por lenguas demográficamente muy desiguales, el waskia con unos 20 mil hablantes, y el korak con unos 500 hablantes.
La siguiente tabla muestra una pequeña comparación léxica entre las dos lenguas de este grupo:
| GLOSA       | PROTO- KOWANO | Waskia  | Korak    |
| ----------- | ------------- | ------- | -------- |
| 'vientre'   | *-tagu        | tʌ:gu   | -taŋu    |
| 'cerebro'   | *kuduk        | kiri    | -kuduk   |
| 'pecho'     | *kosa         | kokosa  | -gumakos |
| 'fuego'     | *tama         | tama    | tamako   |
| 'hombre'    | *kandi        | kadi    | kad      |
| 'boca'      | *kodaŋ        | kodaŋ   | -kotaŋ   |
| 'ombligo'   | *kusugum      | kusugum | -kuswen  |
| 'serpiente' | *kasili       | kasili  | kusil    |
| 'lengua'    | *kamilok      | koamili | -kumilok |
| 'diente'    | *koriwa       | kore    | -kuniwa  |